# Vidauja
Vidauja je řeka 2. řádu ve střední Litvě v okrese Jurbarkas, pravý přítok Mituvy. Pramení na východním okraji lesa, 1 km na severovýchod od vsi Degimas, 18 km jižně od města Raseiniai. Teče po okrajích toho lesa: na severovýchod, severozápad, jihozápad a jih, kde se stýká s druhou, kratší větví, která ten les obtékala z opačné strany. Po soutoku míří pryč od toho lesa směrem západním, tento celkový směr si udržuje až k soutoku s říčkou Nerys, od kterého se stáčí k jihozápadu a po soutoku s říčkou Mėlinis u vsi Telviakai se stáčí k jihu až do soutoku s řekou Mituva, do které se vlévá na východním okraji vsi Valuckai, 14 km na severoseverozápad od okresního města Jurbarkas, 26,0 km od jejího ústí do Němenu jako její pravý přítok. Průměrný spád je 112 cm/km. Značnou část jejího povodí (~44 %) tvoří lesy. U vsi Šapališkė řeka protéká dvěma rybníčky (plocha: 1,2 ha a 0,4 ha).

## Přítoky
- Levé:

| Hydrologické pořadí | Řeka   | Délka (km) | Povodí (km²) | Vzdálenost od ústí (km) | Ústí kde  | Koordináty ústí                  |
| ------------------- | ------ | ---------- | ------------ | ----------------------- | --------- | -------------------------------- |
| 10012194            | Trumpė | 7,8        | 11,6         | 1,8                     | Telviakai | 55°12′18″ s. š., 22°39′43″ v. d. |

- Pravé:

| Hydrologické pořadí | Řeka       | Délka (km) | Povodí (km²) | Vzdálenost od ústí (km) | Ústí kde      | Koordináty ústí                  |
| ------------------- | ---------- | ---------- | ------------ | ----------------------- | ------------- | -------------------------------- |
| 10012182            | Vidaujukas | 2,4        | 3,1          | 41,5                    | Vidauja       | 55°12′59″ s. š., 23°4′47″ v. d.  |
| 10012183            | V - 6      | 4,2        | 5,0          | 36,8                    |               |                                  |
| 10012184            | Vidaujėlis | 3,2        | 2,4          | 18,1                    | Pavidaujys    | 55°12′42″ s. š., 22°48′47″ v. d. |
| 10012185            | Vidaujaitė | 16,3       | 27,6         | 15,3                    | Pavidaujys II | 55°12′53″ s. š., 22°47′7″ v. d.  |
| 10012187            | V - 2      | 3,4        | 2,2          | 13,0                    |               |                                  |
| 10012188            | Nerys      | 9,5        | 15,3         | 7,6                     | Jerubiškiai   | 55°13′34″ s. š., 22°42′31″ v. d. |
| 10012192            | Mėlinis    | 3,3        | 10,0         | 2,4                     | Telviakai     | 55°12′35″ s. š., 22°39′38″ v. d. |